# 萨拉·亚尔马松
萨拉·亚尔马松（瑞典語：Sara Hjalmarsson，1998年2月9日—），瑞典女子冰球运动员。她曾代表瑞典国家队参加2018年和2022年冬季奥林匹克运动会冰球比赛，分别获得第七名和第八名。